# Bridgetown
Bridgetown (UN/LOCODE: BB BGI) là thủ đô và là thành phố lớn nhất của Barbados. Trước đây, thị trấn Saint Michael, đô thị Đại Bridgetown nằm bên trong giáo xứ Saint Michael. Bridgetown đôi khi tên địa phương được gọi là "Thành phố" nhưng tài liệu tham khảo phổ biến nhất gọi là "Thị trấn". Tính đến năm 2014, dân số đô thị của Bridgetown là khoảng 110.000 người.
Cảng Bridgetown nằm dọc theo vịnh Carliste ở bờ tây nam hòn đảo. Một phần của vùng đô thị Đại Bridgetown, nằm dọc theo ranh giới các giáo xứ Christ Church và Saint James lân cận. Sân bay quốc tế Grantley Adams của Barbados cách trung tâm thành phố 16 kilômét (10 mi) về phía đông nam có các chuyến bay hàng ngày đến các thành phố lớn ở Vương quốc Anh, Hoa Kỳ, Canada và Caribe. Không còn là một chính quyền thành phố địa phương, nhưng nó là một khu vực bầu cử của Quốc hội. Trong Liên bang Tây Ấn tồn tại trong những năm 1950 và 1960, Bridgetown là một trong ba thành phố thủ đô trong khu vực được coi là thủ đô liên bang của vùng.
Vị trí ngày nay của thành phố được thành lập bởi những người định cư Anh vào năm 1628, một khu định cư trước đây thuộc thẩm quyền của Sir William Courten là tại St. James Town. Bridgetown là một điểm du lịch chính ở Tây Ấn và thành phố này đóng vai trò là một trung tâm tài chính, tin học, hội nghị và cảng tàu du lịch quan trọng trong khu vực Caribe. Vào ngày 25 tháng 6 năm 2011, "Bridgetown lịch sử và đồn trú của nó" đã được thêm vào danh sách di sản thế giới của UNESCO.

## Lịch sử
Mặc dù hòn đảo này coi là hoàn toàn bị bỏ rơi hoặc không có người ở khi người Anh tới đó, nhưng dấu vết về sự tồn tại của người dân bản địa trên đảo chính là một cây cầu được xây dựng trên khu vực đầm lầy ở khu vực xưởng sửa chữa thân tàu thủy, trung tâm của Bridgetown ngày nay. Người ta cho rằng cây cầu này được xây dựng bởi người dân bản địa vùng Caribe là Taíno. Khi tìm thấy cấu trúc này, những người định cư Anh bắt đầu gọi nơi đây là Indian Bridge. Các học giả tin rằng, những người Taíno đã bị đuổi khỏi hòn đảo này đến Saint Lucia lân cận trong một cuộc xâm lược của người Kalina, một nhóm dân tộc bản địa khác trong khu vực. Cuối cùng, sau năm 1654, một cây cầu mới được xây dựng trên Careenage bởi người Anh và khu vực này được biết đến là The Town of Saint Michael sau đó được đổi thành Bridgetown bởi Sir Tobias Bridge.
Bridgetown là thành phố duy nhất bên ngoài lục địa Bắc Mỹ mà tổng thống đầu tiên của Hoa Kỳ George Washington đã đến thăm. Nhà George Washington nơi ông ở là một phần của khu vực lịch sử Garrison. Dòng dõi của Washington là Jonathon và Gerrard Hawtaine cũng chính là những người trồng rừng đầu tiên trên đảo. Bà của họ là Mary Washington ở Sulgrave, Northamptonshire, Anh. Năm 2011, các tòa nhà lịch sử ở Bridgetown đã được UNESCO chỉ định là khu vực được bảo vệ.

## Địa lý và khí hậu

### Địa lý
Bridgetown ban đầu bao gồm một đầm lầy, được cải tạo thoát nước và san lấp mở đường cho sự phát triển ban đầu.

### Khí hậu
Thành phố này nằm trong vùng Khí hậu xavan nhiệt đới, với nhiệt độ tương đối ổn định trong suốt cả năm. Mặc dù khá nóng, nhưng thành phố được làm mát một phần bởi những cơn gió mậu dịch, ảnh hưởng đến thời tiết ở Barbados nói chung. Nhiệt độ cao kỷ lục của Bridgetown là 33,1 °C (91,6 °F) vào tháng 9 năm 2005 và mức thấp kỷ lục là 16,5 °C (61,7 °F) vào ngày 2 tháng 1 năm 1984. Tại đây có hai mùa mưa và mùa khô riêng biệt, với một mùa mưa tương đối dài và một mùa khô ngắn hơn. Mùa mưa của nó là từ tháng 6 đến tháng 1 năm kế tiếp, trong khi mùa khô bao gồm các tháng còn lại.
| Dữ liệu khí hậu của Bridgetown (1981–2010) | Dữ liệu khí hậu của Bridgetown (1981–2010) | Dữ liệu khí hậu của Bridgetown (1981–2010) | Dữ liệu khí hậu của Bridgetown (1981–2010) | Dữ liệu khí hậu của Bridgetown (1981–2010) | Dữ liệu khí hậu của Bridgetown (1981–2010) | Dữ liệu khí hậu của Bridgetown (1981–2010) | Dữ liệu khí hậu của Bridgetown (1981–2010) | Dữ liệu khí hậu của Bridgetown (1981–2010) | Dữ liệu khí hậu của Bridgetown (1981–2010) | Dữ liệu khí hậu của Bridgetown (1981–2010) | Dữ liệu khí hậu của Bridgetown (1981–2010) | Dữ liệu khí hậu của Bridgetown (1981–2010) | Dữ liệu khí hậu của Bridgetown (1981–2010) |
| Tháng                                      | 1                                          | 2                                          | 3                                          | 4                                          | 5                                          | 6                                          | 7                                          | 8                                          | 9                                          | 10                                         | 11                                         | 12                                         | Năm                                        |
| ------------------------------------------ | ------------------------------------------ | ------------------------------------------ | ------------------------------------------ | ------------------------------------------ | ------------------------------------------ | ------------------------------------------ | ------------------------------------------ | ------------------------------------------ | ------------------------------------------ | ------------------------------------------ | ------------------------------------------ | ------------------------------------------ | ------------------------------------------ |
| Trung bình ngày tối đa °C (°F)             | 28.8 (83.8)                                | 29.0 (84.2)                                | 29.5 (85.1)                                | 30.0 (86.0)                                | 30.5 (86.9)                                | 30.5 (86.9)                                | 30.4 (86.7)                                | 30.6 (87.1)                                | 30.6 (87.1)                                | 30.4 (86.7)                                | 30.0 (86.0)                                | 29.3 (84.7)                                | 30.0 (86.0)                                |
| Trung bình ngày °C (°F)                    | 25.8 (78.4)                                | 25.7 (78.3)                                | 26.2 (79.2)                                | 26.8 (80.2)                                | 27.6 (81.7)                                | 27.7 (81.9)                                | 27.6 (81.7)                                | 27.8 (82.0)                                | 27.7 (81.9)                                | 27.5 (81.5)                                | 27.0 (80.6)                                | 26.4 (79.5)                                | 27.0 (80.6)                                |
| Tối thiểu trung bình ngày °C (°F)          | 22.9 (73.2)                                | 22.8 (73.0)                                | 23.2 (73.8)                                | 24.1 (75.4)                                | 24.9 (76.8)                                | 25.1 (77.2)                                | 24.9 (76.8)                                | 24.7 (76.5)                                | 24.6 (76.3)                                | 24.5 (76.1)                                | 24.2 (75.6)                                | 23.6 (74.5)                                | 24.1 (75.4)                                |
| Lượng Giáng thủy trung bình mm (inches)    | 70.1 (2.76)                                | 41.3 (1.63)                                | 37.4 (1.47)                                | 60.8 (2.39)                                | 79.0 (3.11)                                | 103.0 (4.06)                               | 132.9 (5.23)                               | 141.9 (5.59)                               | 157.6 (6.20)                               | 185.1 (7.29)                               | 171.6 (6.76)                               | 89.6 (3.53)                                | 1.270,3 (50.01)                            |
| Số ngày giáng thủy trung bình              | 11                                         | 8                                          | 8                                          | 8                                          | 8                                          | 11                                         | 15                                         | 15                                         | 14                                         | 16                                         | 14                                         | 12                                         | 140                                        |
| Số giờ nắng trung bình tháng               | 258.85                                     | 249.45                                     | 272.80                                     | 259.80                                     | 262.88                                     | 225.00                                     | 251.41                                     | 263.19                                     | 230.40                                     | 233.74                                     | 228.00                                     | 257.92                                     | 2.993,44                                   |
| Số giờ nắng trung bình ngày                | 8.35                                       | 8.83                                       | 8.80                                       | 8.66                                       | 8.48                                       | 7.50                                       | 8.11                                       | 8.49                                       | 7.68                                       | 7.54                                       | 7.60                                       | 8.32                                       | 8.20                                       |
| Nguồn: Barbados Meteorological Services    |                                            |                                            |                                            |                                            |                                            |                                            |                                            |                                            |                                            |                                            |                                            |                                            |                                            |